# Matteo Tosetti
Matteo Tosetti (* 15. Februar 1992 in Losone) ist ein Schweizer Fussballspieler.

## Karriere

### Verein
Tosetti begann seine Laufbahn bei Losone Sportiva und dem Team Ticino, bevor er 2009 zum FC Locarno wechselte. Am 24. Mai 2009 (29. Spieltag der Saison 2008/09) gab er beim 4:0 gegen den FC Gossau sein Debüt in der Challenge League, der zweithöchsten Schweizer Spielklasse, als er in der 81. Minute für Christian Giménez eingewechselt wurde. Dies blieb sein einziger Ligaeinsatz für Locarno in dieser Spielzeit. 2009/10 folgte eine weitere Partie in der Challenge League. Zur Saison 2010/11 schloss er sich dem Erstligisten BSC Young Boys an. Am 13. März 2011, dem 24. Spieltag, debütierte er beim 2:0 gegen den FC St. Gallen für die Berner in der Super League, der höchsten Schweizer Spielklasse, als er in der 90. Minute für David Degen in die Partie kam. Bis zum Saisonende spielte er sechsmal in der Super League, einmal im Schweizer Cup und 18-mal (zwei Tore) für die zweite Mannschaft in der 1. Liga, der damals dritthöchsten Schweizer Spielklasse. Nach 14 Partien für die Reserve, in denen er zwei Tore erzielte, wurde er im Januar 2012 an den Zweitligisten FC Wohlen verliehen. Bis zum Ende der Saison kam er zu 13 Spielen in der Challenge League.
2012/13 avancierte er zum Stammspieler des FC Wohlen und absolvierte sämtliche 36 Partien dieser Spielzeit, in denen er zwei Tore schoss. Im Schweizer Cup kam er zweimal zum Einsatz; Wohlen verlor schliesslich im Achtelfinal gegen den Erstligisten FC Thun. Zur Saison 2013/14 schloss er sich dem FC Lugano an. Bis Saisonende spielte er 34-mal in der Challenge League, wobei er vier Tore schoss. Im Schweizer Cup wurde er zweimal eingesetzt; Lugano schied in der zweiten Runde gegen den Erstligisten FC St. Gallen aus. 2014/15 kam er zu 30 Partien in der zweiten Schweizer Liga (zwei Tore) und drei Spielen im Schweizer Cup, die Mannschaft verlor im Achtelfinal gegen den Erstligisten Grasshopper Club Zürich. Am Saisonende stieg Lugano als Zweitligameister in die erstklassige Super League auf.
2015/16  absolvierte Tosetti 19 Partien in der höchsten Spielklasse, in denen er zwei Tore schoss. Zudem spielte er sechsmal im Schweizer Cup (zwei Tore), in dem Lugano im Final mit 0:1 gegen den FC Zürich verlor, und zweimal für die zweite Mannschaft in der fünftklassigen 2. Liga interregional (zwei Tore). Zur Spielzeit 2016/17 wechselte er zum Ligakonkurrenten FC Thun. Bis Saisonende wurde er 35-mal in der Super League eingesetzt, wobei er drei Treffer erzielte. Im Schweizer Cup spielte er einmal, als Thun in der ersten Runde gegen den Drittligisten SC Kriens ausschied. 2017/18 folgten 30 Partien (ein Tor) in der Liga und drei Spiele im Schweizer Cup; Thun verlor im Halbfinal gegen den FC Zürich. 2018/19 spielte er 25-mal in der Super League und schoss dabei zwei Tore. Im Schweizer Cup kam er zu fünf Einsätzen; Thun schied im Final gegen den FC Basel aus. In der folgenden Qualifikation zur UEFA Europa League am Anfang der Saison 2019/20 spielte er einmal, Thun verlor gegen den ersten Gegner Spartak Moskau nach Hin- und Rückspiel mit insgesamt 3:5. In der Super League absolvierte er bis Saisonende 28 Spiele (drei Tore) und kam im verlorenen Achtelfinal des Schweizer Cups gegen den Zweitligisten FC Winterthur zum Einsatz. Der Verein beendete die Ligaspielzeit auf dem 9. Rang und qualifizierte sich somit für die Barrage gegen den liechtensteinischen Hauptstadtklub FC Vaduz. Nach Hin- und Rückspiel verlor Thun mit insgesamt 4:5 Toren und stieg in die Challenge League ab.
Daraufhin unterschrieb er zur folgenden Spielzeit 2020/21 einen Vertrag beim Ligakonkurrenten FC Sion. Bis zum Ende der Saison absolvierte er 31 Partien in der Super League. Sion beendete die Saison ebenfalls auf dem 9. Rang und gewann die Barrage gegen Tosettis Ex-Klub FC Thun nach Hin- und Rückspiel mit insgesamt 6:4 Toren und erreichte den Klassenerhalt. Im Hinspiel erzielte der Mittelfeldspieler den Treffer zur zwischenzeitlichen 2:0-Führung.
Tosetti wechselte im August 2024 in die 5. Liga der Schweiz zum FC Locarno.

### Nationalmannschaft
Tosetti kam zwischen 2009 und 2014 zu insgesamt 15 Partien für Schweizer Juniorennationalmannschaften. Er war Teil des U17-Weltmeisterteams 2009, kam am Endrundenturnier allerdings nur im Halbfinal gegen Kolumbien beim Stand von 4:0 für die Schweiz ab der 72. Minute zu einem Teileinsatz.